# Urús
Urús est une commune d'Espagne dans la communauté autonome de Catalogne, province de Gérone, de la comarque de Basse-Cerdagne.

## Géographie
Commune située dans les Pyrénées en Cerdagne